# قائمة أنواع القصعين
يوجد عدة أنواع من جنس القصعين:

## من أنواعهالواطنةفيالوطن العربي
1. قصعين أخضر (الاسم العلمي: Salvia viridis) في بلاد الشام
2. قصعين آرامي (الاسم العلمي: Salvia aramiensis) في بلاد الشام وتركيا
3. قصعين الآلهة (الاسم العلمي: Salvia dominica) في بلاد الشام وقبرص
4. قصعين بيروني (الاسم العلمي: Salvia peyronii) في بلاد الشام (ولكن يعتقد أنه انقرض)
5. قصعين جزائري (الاسم العلمي: Salvia algeriensis) في شمال غرب الجزائر
6. قصعين خليلي (الاسم العلمي: Salvia judaica) في بلاد الشام
7. قصعين درزي (الاسم العلمي: Salvia drusica) في بلاد الشام
8. قصعين راسل (الاسم العلمي: Salvia russellii) في بلاد الشام وتركيا
9. قصعين رعي الحمام (الاسم العلمي: Salvia verbenaca) في بلاد الشام ومصر والمغرب العربي وعموم حوض المتوسط
10. قصعين ريشي (الاسم العلمي: Salvia pinnata) في بلاد الشام وقبرص وتركيا وبلغاريا
11. قصعين سوري (الاسم العلمي: Salvia syriaca) في بلاد الشام
12. قصعين عليقي الأوراق (الاسم العلمي: Salvia rubifolia) في بلاد الشام وتركيا
13. قصعين مخشوشب (الاسم العلمي: Salvia fruticosa) في بلاد الشام وقبرص وتركيا وبعض مناطق جنوب أوروبا
14. قصعين شجيري (الاسم العلمي: Salvia suffruticosa) في بلاد الشام وتركيا والقوقاز
15. قصعين قرني الأوراق (الاسم العلمي: Salvia ceratophylla) في بلاد الشام وتركيا والقوقاز
16. قصعين شوكي (الاسم العلمي: Salvia spinosa) في بلاد الشام
17. قصعين صامويلسون (الاسم العلمي: Salvia samuelssonii) في بلاد الشام
18. قصعين صغير الغطاء (الاسم العلمي: Salvia microstegia) في بلاد الشام وتركيا
19. قصعين صلب (الاسم العلمي: Salvia sclarea) في بلاد الشام والمغرب العربي وتركيا وحوض المتوسط وحوض البحر الأسود
20. قصعين صوفي (الاسم العلمي: Salvia lanigera) في بلاد الشام ومصر والمغرب العربي وقبرص
21. قصعين طبي (الاسم العلمي: Salvia officinalis) في بلاد الشام
22. قصعين عديد السوق (الاسم العلمي: Salvia multicaulis) في بلاد الشام وسيناء وتركيا
23. قصعين عصوي (الاسم العلمي: Salvia virgata) في بلاد الشام وتركيا والبلقان وإيطاليا وحوض البحر الأسود
24. قصعين فلسطيني (الاسم العلمي: Salvia palaestina) في بلاد الشام
25. قصعين فيروزي (الاسم العلمي: Salvia fairuziana) في بلاد الشام
26. قصعين جبل الأقرع (الاسم العلمي: Salvia cassia) في بلاد الشام
27. قصعين لبدي (الاسم العلمي: Salvia tomentosa) في بلاد الشام وتركيا والقوقاز والبلقان
28. قصعين لبناني (الاسم العلمي: Salvia libanensis) في بلاد الشام
29. قصعين لزج (الاسم العلمي: Salvia viscosa) في بلاد الشام
30. قصعين قنابي (الاسم العلمي: Salvia bracteata) في بلاد الشام وتركيا
31. قصعين مصري (الاسم العلمي: Salvia aegyptiaca) في مصر والمغرب العربي وبلاد الشام
32. قصعين مقدسي (الاسم العلمي: Salvia hierosolymitana) في بلاد الشام وقبرص وتركيا
33. قصعين مونتبرت (الاسم العلمي: Salvia montbretii) في بلاد الشام وتركيا
34. قصعين نزالي (الاسم العلمي: Salvia nazalena) في بلاد الشام
35. قصعين هندي (الاسم العلمي: Salvia indica) في بلاد الشام وتركيا
36. قصعين هقاري (الاسم العلمي: Salvia chudaie) في الصحراء الوسطى (الهقار ، شمالي تشاد و مالي ).
37. قصعين طرخشقوني الأوراق في المغرب العربي

## من أنواعه الأخرى
- قصعين الماسي (الاسم العلمي: Salvia diamantina)
- قصعين أبيض (الاسم العلمي: Salvia alba)
- قصعين أريزوني (الاسم العلمي: Salvia arizonica)
- قصعين أزرق (الاسم العلمي: Salvia azurea)
- قصعين أسباني (الاسم العلمي: Salvia hispanica)
- قصعين أغبس (الاسم العلمي: Salvia fusca)
- قصعين أكوادوري (الاسم العلمي: Salvia ecuadorensis)
- قصعين أنيق (الاسم العلمي: Salvia elegans)
- قصعين أهلب (الاسم العلمي: Salvia hirsuta)
- قصعين بنفسجي (الاسم العلمي: Salvia purpurea)
- قصعين تركماني (الاسم العلمي: Salvia turcomanica)
- قصعين جريسي (الاسم العلمي: Salvia campanulata)
- قصعين خالاباني (الاسم العلمي: Salvia xalapensis)
- قصعين زاحف (الاسم العلمي: Salvia repens)
- قصعين شريفي (الاسم العلمي: Salvia sharifii)
- قصعين صحراوي (الاسم العلمي: Salvia deserta)
- قصعين صيني (الاسم العلمي: Salvia sinica)
- قصعين غربي (الاسم العلمي: Salvia occidentalis)
- قصعين فراتي (الاسم العلمي: Salvia euphratica)
- قصعين فضي (الاسم العلمي: Salvia argentea)
- قصعين فلوريدا (الاسم العلمي: Salvia florida)
- قصعين فورموزا (الاسم العلمي: Salvia formosa)
- قصعين قزمي (الاسم العلمي: Salvia pygmaea)
- قصعين كاليفورني (الاسم العلمي: Salvia californica)
- قصعين كثيف الزهر (الاسم العلمي: Salvia densiflora)
- قصعين كردي (الاسم العلمي: Salvia kurdica)
- قصعين كوبي (الاسم العلمي: Salvia cubensis)
- قصعين مثلث (الاسم العلمي: Salvia triangularis)
- قصعين محب للملح (الاسم العلمي: Salvia halophila)
- قصعين مسنن (الاسم العلمي: Salvia dentata)
- قصعين مكسيكي (الاسم العلمي: Salvia mexicana)
- قصعين نمساوي (الاسم العلمي: Salvia austriaca)
- قصعين نيلي (الاسم العلمي: Salvia nilotica) في أثيوبيا وأوغندا
- قصعين هاييتي (الاسم العلمي: Salvia haitiensis)
- قصعين هندي (الاسم العلمي: Salvia indica)
- قصعين واردي (الاسم العلمي: Salvia wardii)
- قصعين ياباني (الاسم العلمي: Salvia japonica)